# Tasch Peak
Der Tasch Peak ist 2709 m hoher und felsiger Berggipfel im westantarktischen Marie-Byrd-Land. In den Crary Mountains ragt er im südöstlichen Teil des Mount Rees auf.
Der United States Geological Survey kartierte ihn anhand eigener Vermessungen und Luftaufnahmen der United States Navy aus den Jahren von 1959 bis 1966. Das Advisory Committee on Antarctic Names benannte ihn 1975 nach dem Geologen und Paläontologen Paul Tasch (1910–2001), der im Rahmen des United States Antarctic Research Program von 1966 bis 1967 in der Sentinel Range und der Ohio Range sowie von 1969 bis 1970 am Coalsack Bluff tätig war.